# Chiesa di San Giovanni Battista (Meolo)
La chiesa arcipretale di San Giovanni Battista è la parrocchiale di Meolo, in città metropolitana di Venezia e diocesi di Treviso; fa parte del vicariato di San Donà di Piave.

## Storia
La chiesa di Meolo sarebbe una delle più antiche del territorio, eretta nel V secolo dai vescovi di Altino per la diffusione del cristianesimo in campagna.
Tuttavia, la prima notizia sull'esistenza della pieve è contenuta in un documento del 15 luglio 1146, con cui il vescovo di Treviso Gregorio Giustiniani la concede, con tutti i suoi benefici, al Capitolo dei Canonici. Essendo quindi sottratta al controllo vescovile, la chiesa non compare nella bolla Justis fratrum del 1152 in cui sono elencate le pievi della diocesi di Treviso.
Nel 1562 papa Pio IV accorda il beneficio di Meolo agli Agostiniani del convento di San Cristoforo della Pace in Venezia.
L'edificio a tre navate e in stile romanico–rinascimentale risale al XV secolo.

## Descrizione
A tre navate con cappelle laterali, presenta facciata in stile romanico a mattoni, orientata verso ovest, in parte nascosta dal campanile. La facciata presenta segni di numerosi rifacimenti lasciando visibili un rosone e una bifora occlusi. 
Il presbiterio allungato presenta un'abside semicircolare.

L'altare maggiore ospita la pala del pittore dalmata Matteo Ponzone raffigurante la Natività di Gesù e adorazione dei pastori. Nel soffitto a volta del presbiterio si colloca un importante ciclo pittorico con dipinti a firma di Giandomenico Tiepolo datati 1758. Detti affreschi furono oggetto di un'importante opera di conservazione: furono infatti danneggiati da una bomba durante la prima guerra mondiale e perciò staccati, messi in sicurezza e ricollocati nella loro posizione originale nel 1921. Essi rappresentano: San Giovanni Battista battezza Gesù nel tondo centrale; gli Evangelisti Matteo, Marco, Luca, Giovanni nei quattro pennacchi; Le Virtù cardinali e teologali nei quattro ovali.
Monumentale anche l'altare barocco, in marmo, di Pietro Baratta rappresentante la Madonna del rosario tra San Rocco e San Sebastiano. In altri altari laterali due tele di Giovanni Morelli, mentre gli altri altari sono ornati da pale di autori minori ottocenteschi.

### Organo a canne
Sulla cantoria seicentesca in controfacciata si trova l'organo a canne, realizzato nel 1996 da Gerhard Hradetzky in sostituzione di un più modesto strumento risalente al 1955 e collocato alle spalle dell'altare maggiore.
L'organo attuale è a trasmissione integralmente meccanica e dispone di 24 registri per un totale di 1520 canne. La sua consolle, a finestra, si apre nella parete anteriore della cassa lignea in sobrio stile barocco, ed ha due tastiere e pedaliera.

## Campanile
Il campanile, in stile rinascimentale, è in posizione ovest addossato alla facciata, ha un concerto di tre campane più una di richiamo messa.